# ...Un'estate al mare
...Un'estate al mare è un album inciso dal cantante napoletano Mauro Nardi, nel 1985.

## Tracce
1. Un'estate al mare – 3:53 (Mangieri - B. Lanza - Amura - Mirabella)
2. Lassame – 3:22 (Vincenzo D'Agostino - Gigi Finizio)
3. Zuccherina – 3:12 (B. Lanza - Malevento - Capuano - F. Chiaravalle)
4. Rieste cca – 3:56 (Nino D'Angelo)
5. L'amica di papà – 2:52 (A. Casaburi - N. D'Angelo)
6. Fotoromanzo – 3:21 (V. D'Agostino - G. Finizio)
7. Cielo d'agosto – 3:49 (Nino D'Angelo)
8. Uhao – 3:13 (B. Lanza - G. V. C. Romano - F. Chiaravalle)
9. Brava – 3:27 (Nino D'Angelo)
10. Dimane te spuse – 3:34 (Nino D'Angelo)